# 셈
셈(영어: Counting)은 물체의 개수를 헤아리는 행동이다. “수를 센다”고 한다. 수를 세는 가장 전통적인 방법은 한 집단에 포함된 물체들을 차례대로 가리키며 마음 속으로, 또는 말로서 수를 계속 늘려나가는 것이다. 마지막 물체를 가리킬 때 최종적으로 물체의 수를 얻게 된다. 숫자의 개념이 없던 고대 사회에서는 양 한 마리에 돌 하나를 대응시키는 것과 같이 두 집단을 비교함으로써 셈을 하였는데, 이렇게 하면 실제의 숫자를 몰라도 양의 수가 줄어들었는가 아닌가 등을 알 수 있었다. 이것은 현대의 유럽 언어에서 ‘계산하다’는 의미의 calculate가 라틴어로 ‘조약돌’을 의미하는 단어인 calculus과 유사한 것에서도 드러난다.
고고학적 증거가 암시하는 바에 따르면 인류는 적어도 50,000년 전부터 셈을 해왔다. 고대 문화에서는 처음에 개인 소유의 물건들을 잃어버리지 않도록 하기 위해 셈을 이용하였으며, 후일 셈의 발달은 수학 기호와 기수법의 발달을 이끌어내었다.

## 같이 보기
- 계산